# Peter Celsing
Peter Elof Herman Torsten Folke von Celsing, född 29 januari 1920 i Oscars församling i Stockholm, död 16 mars 1974 i Lovö församling i Stockholms län, var en svensk arkitekt och professor i arkitektur vid Kungliga Tekniska högskolan (KTH).

## Liv och verk

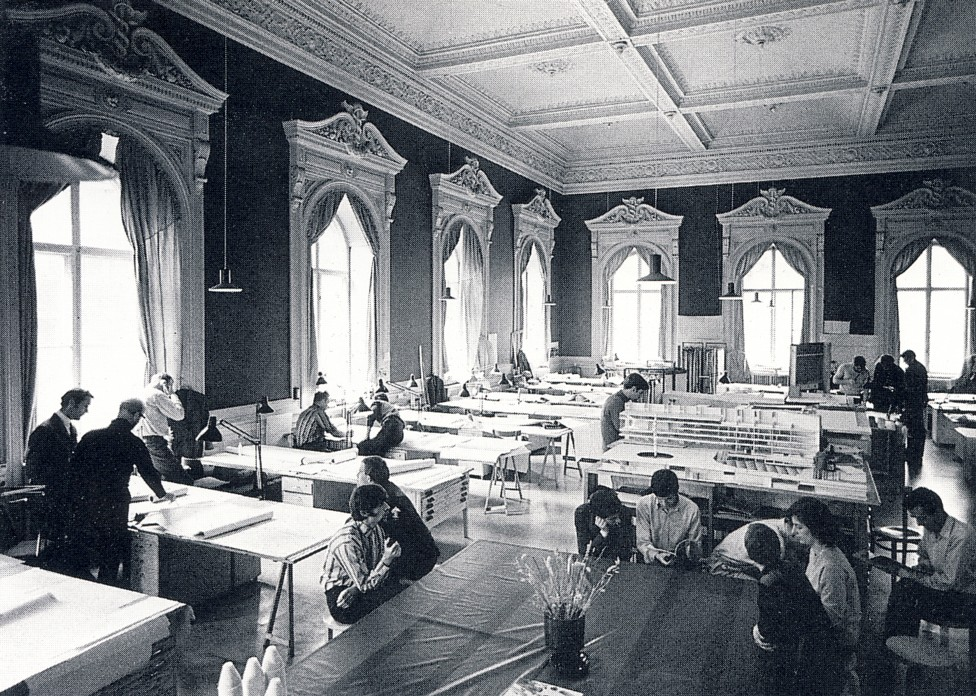
Kontoret vid Lilla Nygatan, Stockholm, 1967.

Peter Celsing studerade vid Kungliga Tekniska högskolan i Stockholm 1944 och Kungliga konsthögskolan i Stockholm 1946, och var under en tid anställd hos Ivar Tengbom och Paul Hedqvist. Viktiga impulser gav honom två års arbete och resor till Mellanöstern och Medelhavsvärlden. 1948–1952 var han chef vid AB Stockholms Spårvägars arkitektkontor, där han ritade flera av förortsstationerna i Stockholms tunnelbana, till exempel Gubbängen, Åkeshov, Hökarängen och Blackeberg.
Han utnämndes till professor i arkitektur vid KTH 1960 och hade då pedagogisk erfarenhet därifrån sedan flera år under 1950-talet.
Celsing har blivit känd för sina kyrkobyggnader samt byggnader i Stockholms city. Mest kända är Kulturhuset vid Sergels torg från 1966 (invigt 1974) och intilliggande Riksbankshuset vid Brunkebergstorg, invigt 1970. Peter Celsing avled den 16 mars 1974 i sviterna av en hjärntumör.

## Familj
Peter Celsing var son till bankdirektören Folke von Celsing och Margareta Norström samt bror till ambassadrådet Lars von Celsing. Celsing var från 1948 gift med Birgitta Dyrssen (1922–2004), dotter till ryttmästaren Thorsten Dyrssen och Gunhild Lipton. Deras son är arkitekten och professorn Johan Celsing.

## Byggnadsverk i urval
- Härlanda kyrka, Göteborg

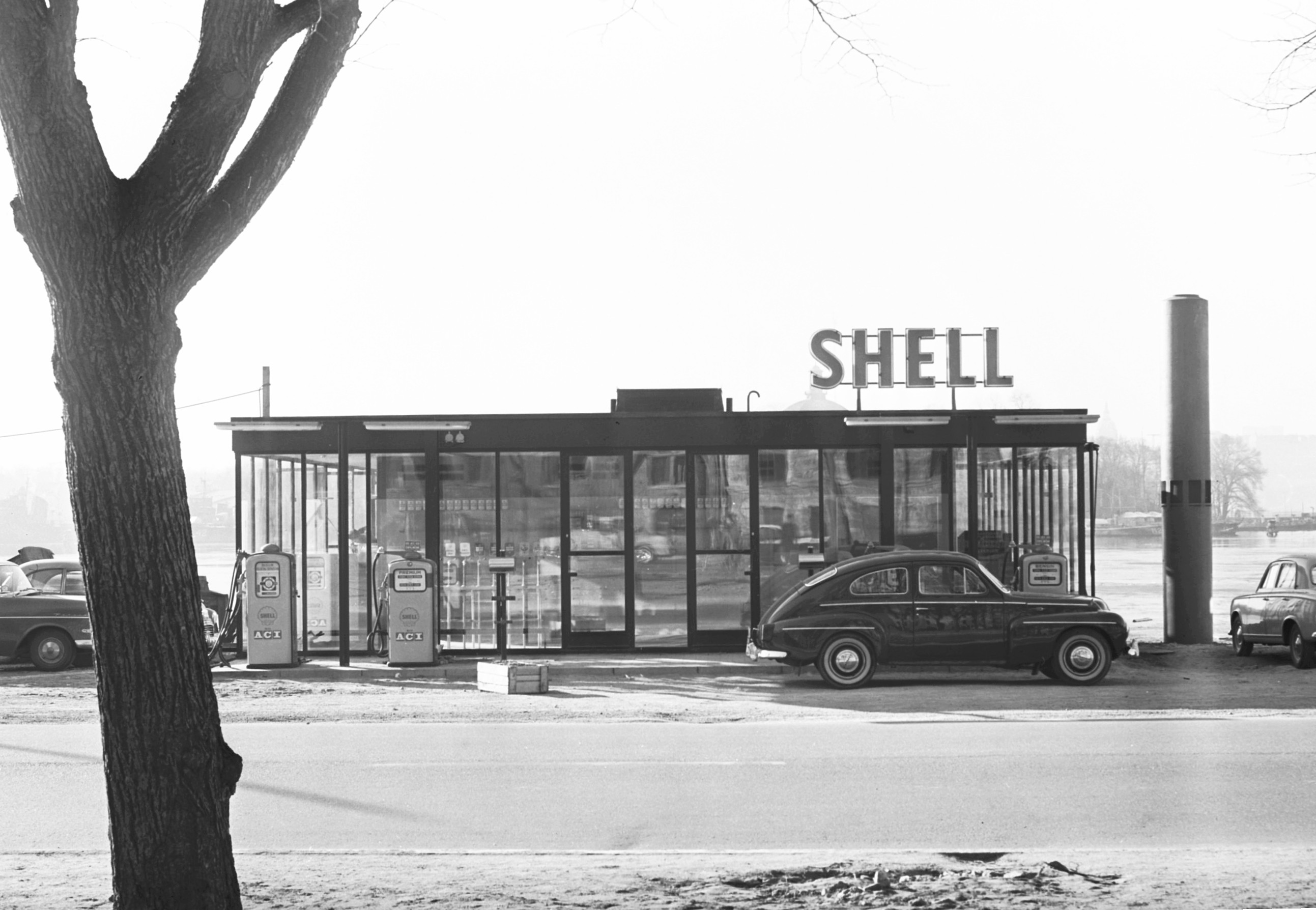
Shell vid Strandvägen, mars 1959. En av de få arkitektritade bensinstationerna i Sverige, uppförd 1955-1956.

- Svenska Victoriaförsamlingen i Berlin
- S:t Tomas kyrka, Vällingby
- Bolidens kyrka, Boliden
- Shell bensinstation vid Strandvägen, Stockholm
- Blackebergs tunnelbanestation
- Nacksta kyrka, Sundsvall
- Kulturhuset, Stockholm
- Riksbankshuset, Stockholm
- Villa Klockberga, privatbostad på Lovön, utanför Stockholm
- Villa Friis, privatbostad på Lovön, utanför Stockholm.
- Filmhuset på Gärdet, Stockholm
- Olaus Petri kyrka, Stockholm
- Stiftelsen Gratia Dei och Den himmelska glädjens kapell i Kristianstad.
- Almtunakyrkan i Uppsala
- Stockholms Nations nya hus i Uppsala
- Om- och tillbyggnad av universitetsbiblioteket Carolina Rediviva, Uppsala
- Ekonomikum (tidigare Humanistcentrum eller Humanistiskt-samhällsvetenskapligt centrum, HSC), Uppsala
- Ombyggnad av Operakällaren, Stockholm (tillsammans med Nils Tesch), inklusive den nya "bakfickan" med inredning av Celsing.

## Bilder, arbeten i urval

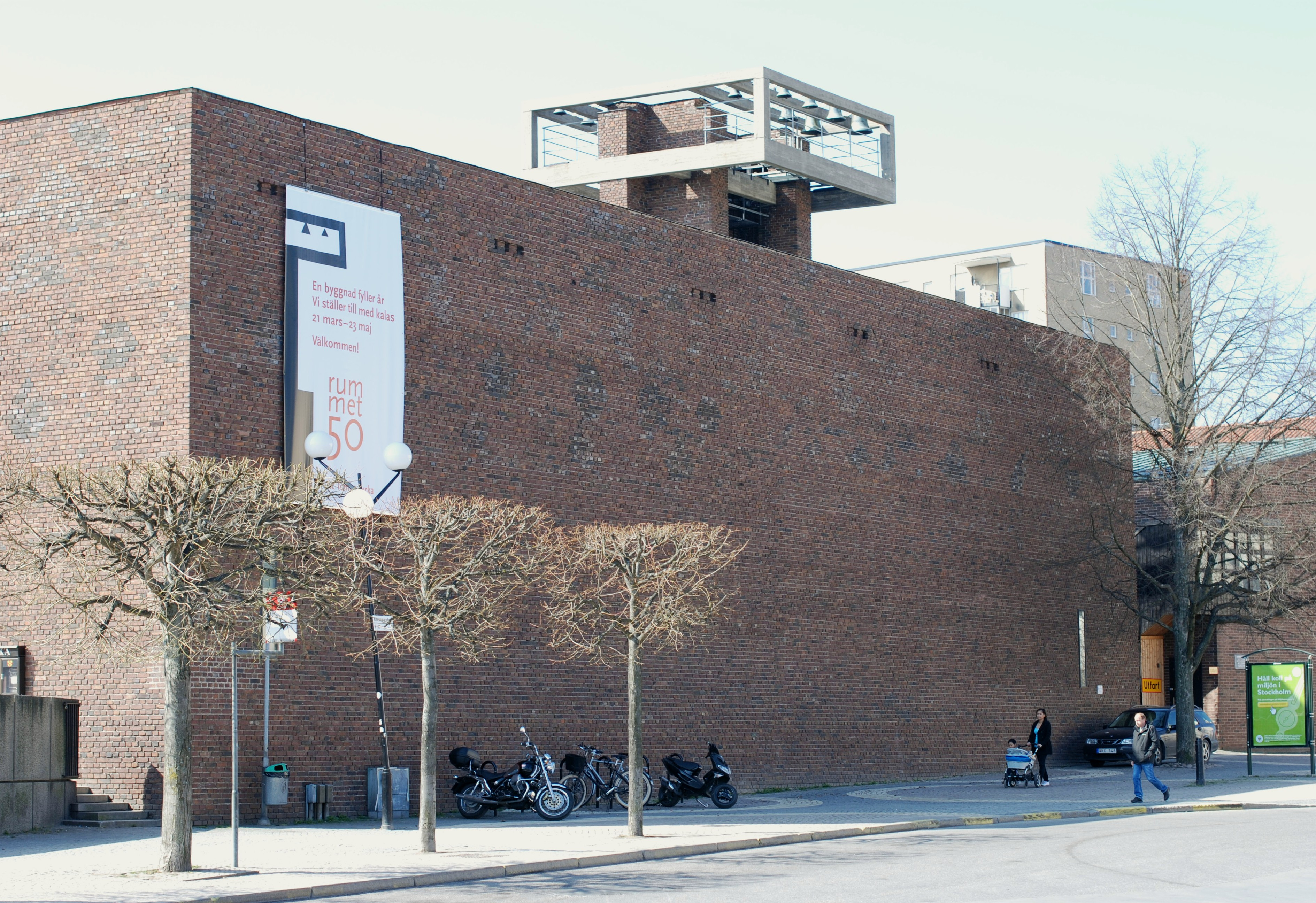
S:t Tomas kyrka i Vällingby
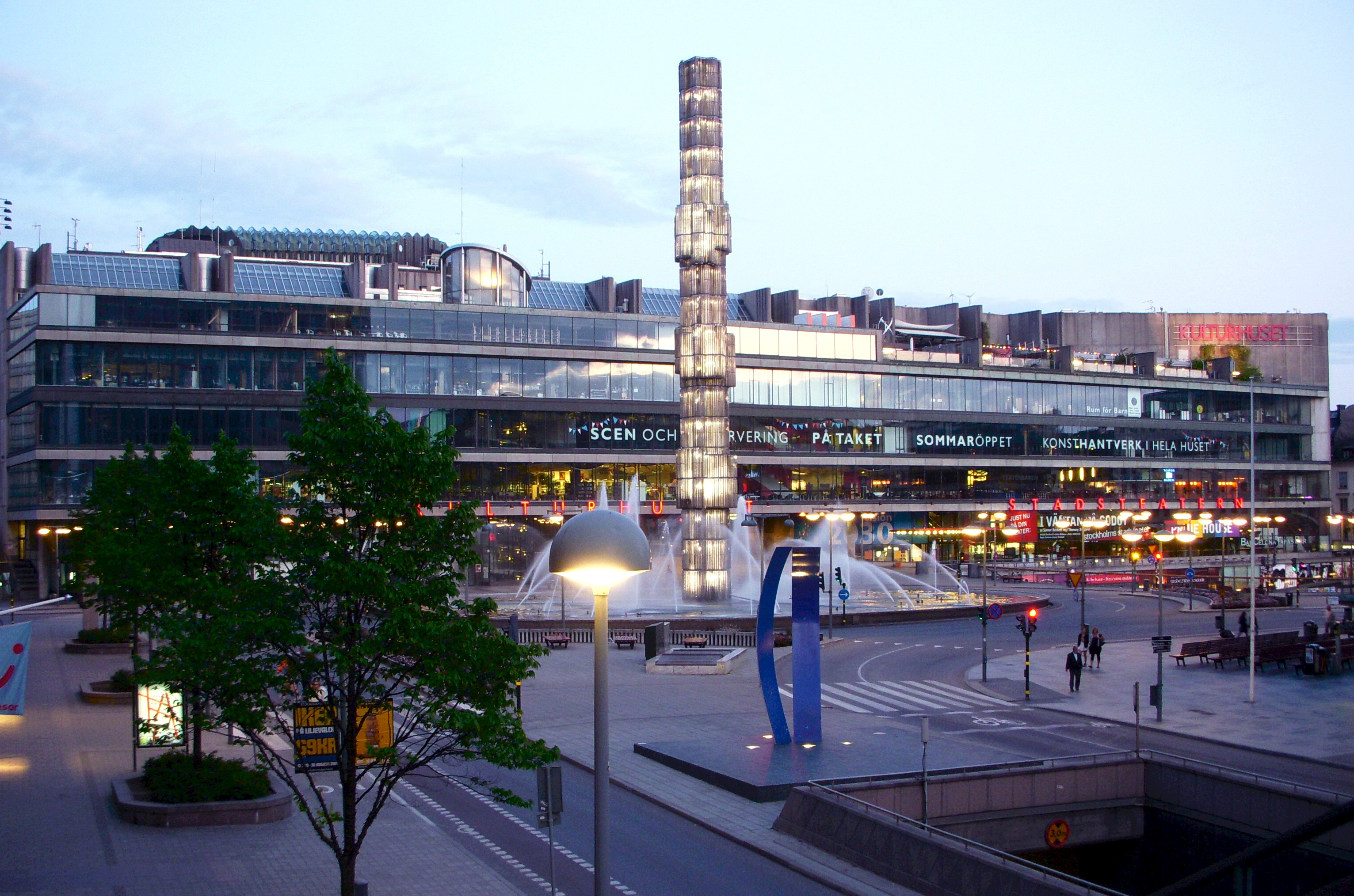
Kulturhuset i Stockholm
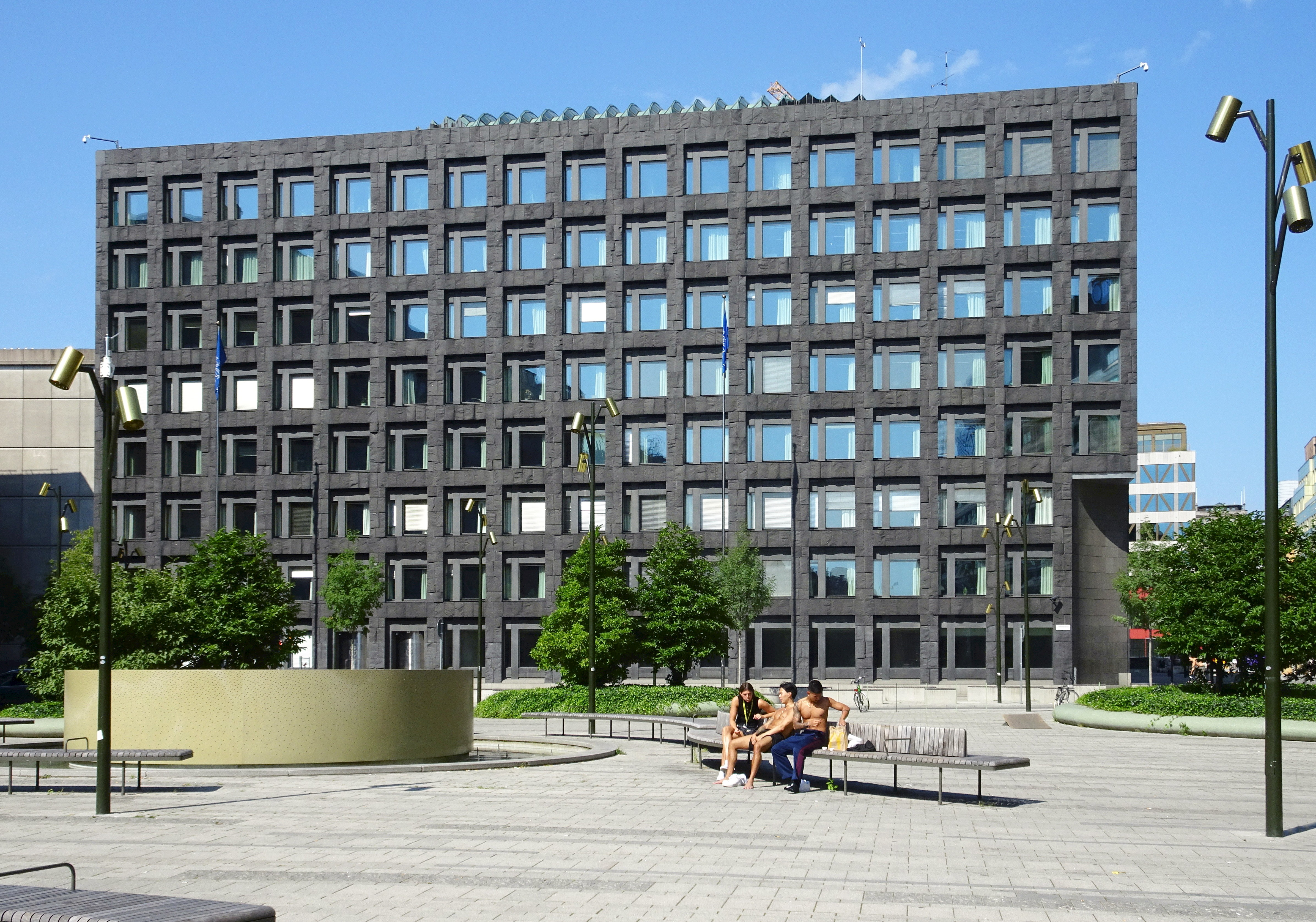
Riksbanken i Stockholm
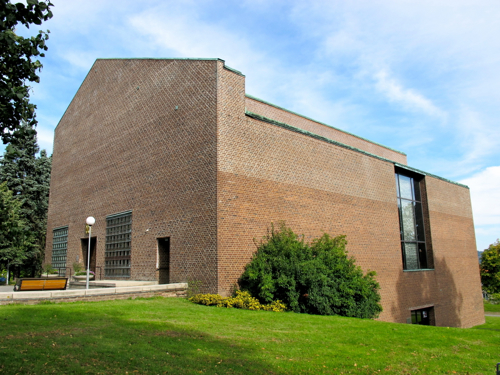
Härlanda kyrka i Göteborg
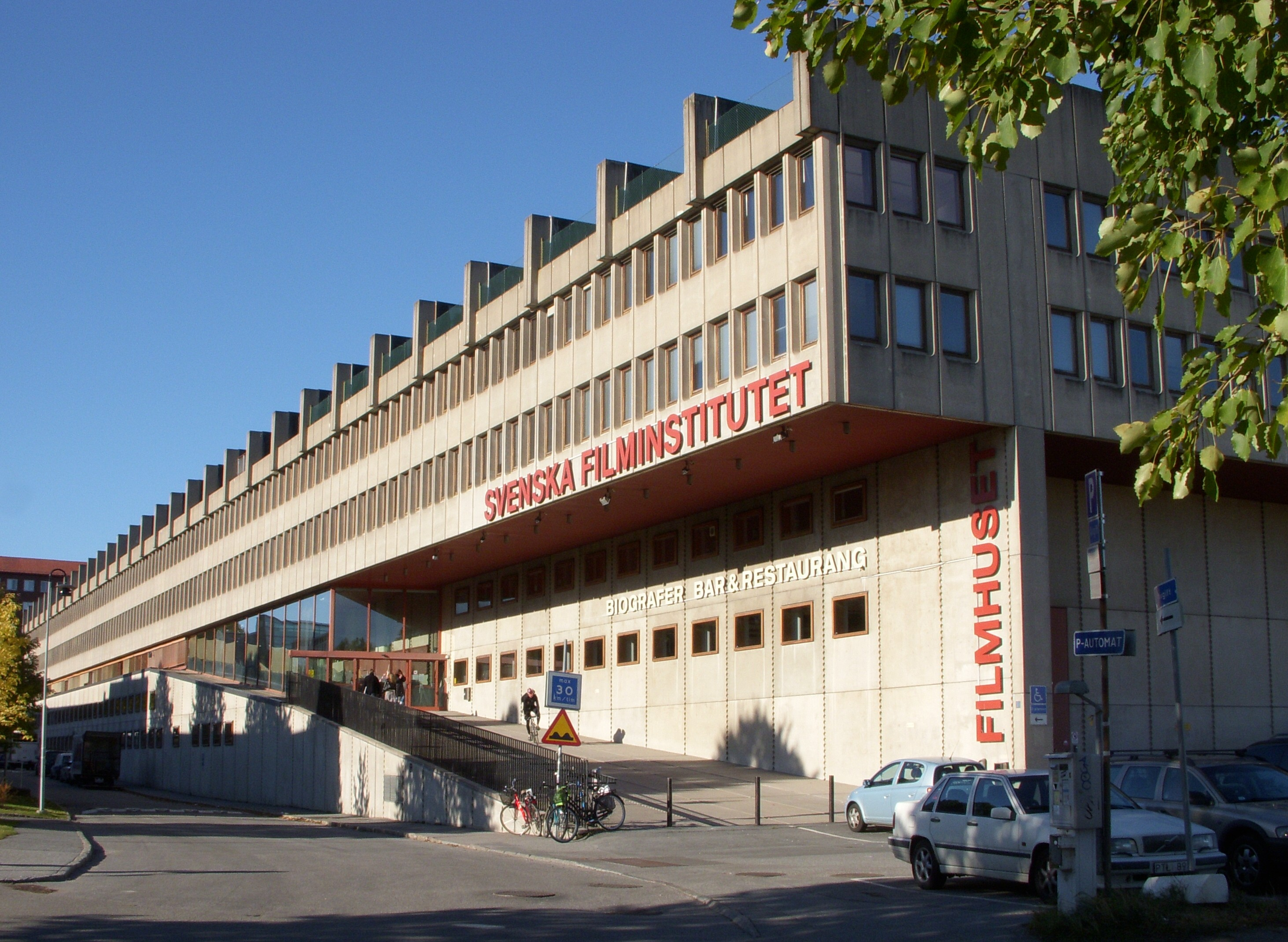
Filmhuset på Gärdet, Stockholm